# Міжнародний дитячий центр «Артек-Карпати»
Позаміський дитячий заклад оздоровлення та відпочинку «Артек-Карпати-Буковель» (скорочено — дитячий табір «Артек-Буковель») — міжнародний дитячий табір, створений у 2014 році на базі ТК Буковель біля підніжжя однойменної гори в Івано-Франківській області. У 2014 році носив назву "Міжнародний дитячий центр «Артек-Карпати». У 2015 році офіційну назву змінено на Позаміський дитячий заклад оздоровлення і відпочинку «Артек-Карпати-Буковель».
На момент відкриття, влітку 2014 року, дитячий центр розрахований на роботу у літній період та здатний прийняти в 3-х таборах одночасно 1500 дітей і 10 000 дітей протягом всього літнього сезону. Станом на 2023 рік у таборі відпочило понад 40 тисяч дітей з усієї території України. На разі в таборі «Артек-Буковель» функціонує два табори: «Лісовий» — табір творчого спрямування, діти впродовж 14 днів проживають в дерев'яних котеджах на території комплексу «Буковель» та табір «Озерний» — табір туристичного спрямування, де діти проживають в лісі у наметах та поглиблено вивчають туристичну справу.
Місія педагогічного колективу табору — надання дітям можливості особистісного росту шляхом включення їх у всебічну різнопланову колективно-творчу діяльність на засадах артеківської педагогіки та співпраці; безпека, дбайливе ставлення, щирий інтерес до кожної особистості та її фізичного, творчого, емоційного та інтелектуального розвитку.

## Географія
Дитячий табір «Артек-Буковель» розташований на висоті від 920 м над рівнем моря біля підніжжя гори Буковель на Прикарпатті, поблизу селища Поляниця, що в Карпатському національному парку.

## Клімат
Клімат місцевості, де розташований МДЦ «Артек-Карпати», помірно континентальний зі сніжними зимами і теплим літом. МДЦ «Артек-Карпати» з усіх боків оточений горами, що захищають його від холодних вітрів, завдяки чому створюються ідеальні умови для відпочинку та оздоровлення. В зимовий час температура на схилах Буковеля зазвичай -5 -7˚ С. Влітку в середньому температура на курорті +20 +25 ˚ С. Карпатські ліси характеризуються високою концентрацією кисню. У лісовому повітрі іонізація кисню в 2–3 рази більша, ніж у морському, і в 8–10 разів, ніж в атмосфері промислових міст. Мікроклімат лісу вирізняється малою кількістю сонячної радіації. Більше половини її відбивається кронами дерев в атмосферу, частина поглинається листям і хвоєю для фотосинтезу і транспірації і тільки 4–12 % досягає поверхні ґрунту.

## Історія виникнення
Ідея створення карпатського «Артека» була озвучена заступником голови Івано-франківської обладміністрації ще у 2010 році, втім цей проєкт не був тоді реалізований. Анексія АР Крим Російською Федерацією та оголошення владою невизнаної Республіки Крим про «націоналізацію» МДЦ «Артек» прискорили втілення ідеї в життя.
У травні 2014 року за ініціативи артеківців та за сприяння керівника компанії «Ресорт Менеджмент Груп» Андрія Піллероа на базі туристичного комплексу «Буковель» створено МДЦ «Артек-Карпати». Святкове відкриття табору і першої зміни відбудеться 16 червня 2014 року..
За 2014—2023 рр. відпочило майже 40 000 дітей з усіх областей України та закордонних країн: Австрії, Великобританії, Ізраїлю, Італії, Канади, Лівану, Молдови, Нідерландів, Німеччини, ОАЕ, Польщі, Словенії, США, Франції, Чехії.

## Інфраструктура
Влітку 2014 року в МДЦ «Артек-Карпати» організовано три табори — «Гірський», «Лісовий», «Озерний»..
Назви трьох таборів відповідали місцю розташування та продовжують артеківські традиції щодо назв таборів:
- «Гірський» — був розташований на схилі гори на висоті 1100 м над рівнем моря, що на даний час є найвищим місцем розташування серед готелів курорту;
- «Лісовий» — оточений вічнозеленими смереками, знаходиться біля підніжжя гори Буковель, в центрі курорту та всієї спортивно-розважальної інфраструктури;
- «Озерний» — розміщений біля мальовничого гірського озера, площа якого більше 6 гектарів.

Кожен із таборів по-своєму унікальний, має окрему територію і реалізувує свою тематичну програму зміни.
- Програма наметового табору «Озерний» спрямована на єднання з природою, розвиток туристичних навичок, уміння жити в природному середовищі, участь у безлічі активних видів спорту, походах, спортивному орієнтуванні.
- Програма табору «Лісовий» орієнтована на творчий розвиток дитини. У програмі багато майстер-класів та гуртків з художнього, театрального мистецтва.
- Програма табору «Гірський» допомагала у вивчені англійської мови в звичайному середовищі. Англомовні вожаті та носії мови з Англії та США сприяли кращому розвитку мовленнєвої культури.[4]
- З 2016 року розпочав роботу четвертий табір. Дітлахів гостинно приймав курорт-побратим «Semmering», що знаходиться на відстані всього 90 км від Відня, в самому серці Віденських Альп. Дитячий табір у містечку Semmering став чудовою нагодою для дітей зануритись у культурні традиції Австрії та покращити рівень володіння англійською мовою. Високий рівень комфорту та безпеки, мовне середовище, надзвичайна природа та краєвиди стали основними принадами цього дитячого табору.
- У зв'язку з Пандемією коронавірусної хвороби у 2020 році табір взагалі не функціонував.
- З 2021 по 2023 рік у таборі «Артек-Буковель» працює повноцінно два табори: «Лісовий» та «Озерний».

## Адміністрація
- 2014 р. — директор МДЦ «Артек-Карпати» — Андрій Олександрович Довженко. Освіта: вища, Дрогобицький державний педагогічний університет ім. І. Франка. В МДЦ «Артек» працював заступником директора з педагогічної роботи дитячого табору «Кришталевий».
- Керівник науково-методичного відділу — Любов Анатоліївна Іванова, кандидат педагогічних наук, Відмінник освіти України, Заслужений працівник освіти АР Крим, ветеран «Артека». В МДЦ «Артек» працювала начальником науково-методичного відділу.
- З осені 2017 р. по нині — керівник дитячого табору «Артек-Буковель» https://bukovel.com/artek/ - Аліна Миколаївна Салій. Освіта: вища, Уманський державний педагогічний університет ім. П. Тичини. В МДЦ «Артек» працювала вожатою дитячого табору «Бурштиновий».

## Фестивалі
За увесь період свого існування у таборі було проведено наступні фестивалі: Всеукраїнський фестиваль дитячих ЗМІ «Артек+», фестиваль дитячої книги «Читай українське», дитячий гумористичний фестиваль «Kids Fun Fest», фестиваль буктрейлерів «Читав і вам раджу», щорічно проводиться фестиваль гри «Бука в країні Артек», а також традиційний Фестиваль дитячої творчості «Буковельський зіркафест»  приурочений до дня народження «Артек-Буковель», 16 червня.

## Соціальний відпочинок
Дитячий табір «Артек-Буковель» улітку 2023 прийняв 1200 дітей із дитячих будинків сімейного типу за сприяння (фінансової підтримки) Фундації Олени Зеленської https://zelenskafoundation.org/news/litni-kanikuli-u-karpatah-dlya-velikih-prijomnih-rodin-1357-ditej-z-batkami-vidpochili-zavdyaki-fundaciyi-oleni-zelenskoyi. Підтримка дитячих будинків сімейного типу — один із постійних напрямів діяльності Фундації, яким перша леді опікується особисто. У таборі відпочили родини з найбільш постраждалих від війни областей, прифронтових регіонів, сім'ї, які пережили окупацію та ВПО. Усі вони родом з Харківщини, Сумщини, Херсонщини, Миколаївщини, Дніпропетровщини, Одещини, Луганщини, Донеччини і ін.